# Бозсуйская ГЭС
Бозсуйская ГЭС (ГЭС-1) — гидроэлектростанция в Узбекистане, в г. Ташкент. Расположена на отходящем от реки Чирчик ирригационном канале Бозсу, входит в Чирчик-Бозсуйский каскад ГЭС, группа Ташкентских ГЭС. Старейшая гидроэлектростанция Узбекистана, введена в эксплуатацию в 1926 году в соответствии с планом ГОЭЛРО. Собственник станции — АО «Узбекгидроэнерго».

## Конструкция станции
Бозсуйская ГЭС является деривационной гидроэлектростанцией с безнапорной подводящей деривацией в виде канала. Установленная мощность электростанции — 6 МВт, среднегодовая выработка электроэнергии — 44,4 млн кВт·ч. Сооружения станции включают в себя:
- Грунтовую плотину, перекрывающую старое русло канала Бозсу. Плотина отсыпана из лёссовидного суглинка, в низовом откосе имеется дренажная призма из валунно-галечникового материала, в основании призмы уложена дренажная труба;
- Холостой водосброс, находится справа от остальных сооружений ГЭС, состоит из водоприёмника (шесть отверстий сечением 1,5×2 м и два сифона) и шестиступенчатого перепада;
- Пятипролётное водозаборное сооружение, ширина каждого пролёта 3,4 м, пролёты перекрываются плоскими затворами;
- Шугосброс, расположенный за тремя правыми бычками водоприёмника. После пуска Ташкентской ТЭС и постоянного поступления в канал тёплой воды шуговые явления отсутствуют, в связи с чем шугосброс выведен из эксплуатации, его затвор неработоспособен;
- Деривационный канал (аванкамера), длиной 30,6 м. Выполнен из железобетона. В правой стенке канала расположен клапанный водосброс пролётом 20 м, через который в случае переполнения канала водой она сбрасывается в перепад холостого водосброса;
- Водоприёмник шириной 23 м, имеет 4 пролёта шириной по 5 м, оборудован плоскими затворами и сороудерживающими решётками;
- Четырёхниточные стальные напорные турбинные водоводы, длина каждой нитки 20 м, диаметр 2,4 м;
- Новое здание ГЭС руслового типа с напорным бассейном, уравнительным резервуаром нижнего бьефа, отводящим напорным водоводом;
- Новое здание ГЭС (выведено из эксплуатации);
- Отводящий канал, общий для зданий ГЭС и холостого водосброса, образован железобетонными подпорными стенками.

В новом здании ГЭС установлены два вертикальных гидроагрегата мощностью по 3 МВт с поворотно-лопастными турбинами, работающими на расчётном напоре 10,68 м. В старом здании ГЭС находятся выведенные из эксплуатации четыре горизонтальных гидроагрегата мощностью по 1 МВт. Гидроагрегаты старого здания оборудованы двухколёсными радиально-осевыми турбинами, работающими на расчётном напоре 13,5 м, расчётный расход 12 м³/с, диаметр рабочего колеса 1,054 м. Две гидротурбины изготовлены предприятием «Фриц Неймер» (Мюнхен), ещё две — Ленинградским металлическим заводом. Турбины старого здания приводили в действие генераторы, изготовленные Харьковским электротехническим заводом, выдававшие электроэнергию на напряжении 6,6 кВ. В энергосистему электроэнергия передаётся с распределительного устройства напряжением 35 кВ.

## История
Решение о строительстве Бозсуйской ГЭС было принято в соответствии с планом ГОЭЛРО в 1923 году. Проект гидроэлектростанции был подготовлен трестом «Ташгострам» и утверждён 23 мая 1923 года, одной из ее главных задач должно было стать обеспечение электроэнергией трамвайного движения. 26 июля 1923 года Госплан СССР одобрил проект станции и обеспечил финансирование ее строительства. Строительство станции было начато в том же году, первые два гидроагрегата были пущены 1 мая 1926 года. В 1934 году был пущен третий гидроагрегат и в 1936 году четвёртый, на чем строительство станции было завершено. Зимой 1935 года станция была остановлена из-за активного образования шуги, что привело к необходимости сооружения шугосброса. С 1 февраля 1944 года станция входит в каскад Ташкентских ГЭС. В 1981 году станция была автоматизирована, управляется из единого диспетчерского центра. 
Реализован проект модернизации станции, предусматривающий строительство левее существующих сооружений нового здания ГЭС с напорным бассейном (подключаемым к существующему деривационному каналу), уравнительным резервуаром нижнего бьефа, отводящим напорным водоводом, отводящим каналом и открытым распределительным устройством 35 кВ. Также предусмотрен ремонт остающихся в эксплуатации сооружений. После модернизации мощность станции увеличилась с 4 до 6 МВт, среднегодовая выработка электроэнергии — с 34 до 44,4 млн кВт·ч. В апреле 2019 года было утверждено технико-экономическое обоснование проекта модернизации станции, проект реализовывался за счёт кредита Эксимбанка Китая, а также собственных средств «Узбекгидроэнерго». Общая стоимость проекта оценивается в $12,4 млн, работы были начаты в 2020 году и завершены в 2023 году.  В старом здании ГЭС организован музей.